# Groote Beer (schip, 1944)
Het SS Groote Beer was een passagiersschip dat als vergroot Victory troepentransportschip met de naam SS Costa Rica Victory (VC2-S-AP3) werd gebouwd en een van de drie schepen die na de Tweede Wereldoorlog werd aangekocht door de Staat der Nederlanden van de US War Shipping Administration. Voor oorlogsomstandigheden was de romp versterkt en het schip was geschikt voor het vervoer van zo'n 1600 man. In tegenstelling tot de Liberty schepen konden alle accommodaties geventileerd en verwarmd worden.
Het schip werd korte tijd onder Amerikaanse vlag geëxploiteerd door de American Hawaiian Steamship Corp. uit New York, maar opgelegd en te koop gezet in 1946. De Staat kocht het schip in 1947, gaf het onder de naam Groote Beer in beheer bij de NASM (Holland-Amerika Lijn) te Rotterdam om het te kunnen inzetten als troepentransportschip voor het vervoer naar Nederlands-Indië en later naar Nieuw-Guinea.
Het schip maakte eerst drie reizen naar Australië.
- Vertrek uit Rotterdam 28 februari 1951, aankomst in Fremantle 21 maart, in Melbourne 27 maart en Sydney 30 maart
- Vertrek uit Amsterdam 26 mei 1951 naar dezelfde havens
- Vertrek uit Amsterdam echter eerst naar Nieuw-Zeeland en pas daarna naar Australië

In haar militaire functie verzorgde de Groote Beer in 1951 ook transporten van Molukse militairen en hun gezinnen naar Nederland.
Vanaf 2 november 1951 werd het schip omgebouwd tot emigrantenschip bij de Nederlandsche Dok en Scheepsbouw Maatschappij in Amsterdam. Het kreeg een extra dek, de brug werd bovenop gezet en naar voren verplaatst, de accommodaties werden geschikt gemaakt voor 831 passagiers. Achterop kwamen een sport- en een zonnedek. De tonnage ging naar 9.190 brt. In mei 1952 werd het schip opgeleverd. De eerste reis ging op 18 juni 1952 van Rotterdam - Halifax - New York. In augustus 1952 maakte ze de eerste reis van Rotterdam naar Quebec.
In 1961 werd het schip overgedragen aan Scheepvaartmij. Trans-Ocean te 's-Gravenhage, de exploitatie bleef bij de NASM. In dat jaar werden ook de accommodaties verbouwd tot luxe Tourist Class status om meer passagiers te trekken, omdat het aantal emigranten langzaam steeds verder terugliep. Het schip bleef reizen maken over de oceaan, naar Australië en Nieuw-Zeeland. In 1962 werd het schip samen met de Waterman gecharterd als accommodatie voor de Commonwealth Games in Fremantle (Perth), Australië. In 1963 werd ook weer samen met de Waterman een bijzonder transport uitgevoerd. Op 10 april had Feyenoord in het eigen stadion Benfica, de Europese kampioen van de twee voorgaande jaren, op 0-0 gehouden en de supporters gingen in mei van dat jaar overzee naar de return in Lissabon. Feyenoord verloor die wedstrijd en werd uitgeschakeld.
In 1963 werden de schepen verkocht aan John Latsis, een Grieks familiebedrijf. Het schip kreeg de naam Marianna IV.
- Vertrek 2 december 1964 uit Pireaus, aankomst Melbourne 28 december en Sydney 30 december
- Vertrek uit Sydney 2 januari 1965 naar Pireaus

In 1966 werd het schip voor vier reizen gecharterd om met studenten in een uitwisselingsprogramma van Rotterdam naar New York te varen. Voor dat doel kreeg ze even haar oude naam Groote Beer terug en als agent trad weer de Holland-Amerika lijn op. Op 12 juli 1966, weer onder de naam Marianna IV, kreeg het schip een aanvaring met het baggerschip Pen Avon bij het eiland Wight, onderweg van Southampton naar New York. De reis werd afgelast en ze werd opgelegd in Piraeus. In 1971 werd ze gesloopt in Elefsina, Griekenland.